# Ficus eumorpha
Ficus eumorpha es una especie de planta del género Ficus, perteneciente a la familia Moraceae.

## Descripción
Las hojas, las ramitas, incluyendo los higos, tanto interna como externamente, son muy vellosas. La evidencia indica que el Ficus eumorpha, endémico del territorio de Borneo, evolucionó como un higo especialista en rinocerontes, dispersado por estos animales, quienes disfrutan comiendo higos muy velludos no consumidos por otros animales.

## Taxonomía
Ficus eumorpha fue descrita por Edred John Henry Corner en 1960.